# Юзефув (гміна Ладзіце)
Юзефув (пол. Józefów) — село в Польщі, у гміні Ладзиці Радомщанського повіту Лодзинського воєводства.
Населення — 194 особи (2011).
У 1975-1998 роках село належало до Пйотрковського воєводства.

## Демографія
Демографічна структура станом на 31 березня 2011 року:
|          | Загалом | Допрацездатний вік | Працездатний вік | Постпрацездатний вік |
| -------- | ------- | ------------------ | ---------------- | -------------------- |
| Чоловіки | 101     | 13                 | 82               | 6                    |
| Жінки    | 93      | 13                 | 60               | 20                   |
| Разом    | 194     | 26                 | 142              | 26                   |